# Cypripedium flavum
Cypripedium flavum é uma espécie de orquídea terrestre, família Orchidaceae, que habita  o sudeste do Tibet e o centro-sul da China.